# Uniwersytet w Trieście
 Uniwersytet w Trieście (wł. Università degli Studi di Trieste) – włoska publiczna uczelnia wyższa.

## Historia
Początki uczelni sięgają XIX wieku, na początku którego Triest rozwinął się jako miasto portowe. W wyniku ustaleń kongresu wiedeńskiego miasto znalazło się w granicach Austrii, dlatego do władz tego kraju apelowano o utworzenie szkoły wyższej. Apele nie odniosły skutku, ale w 1877 roku baron Pasquale Revoltella, przedsiębiorca i mecenas kultury, utworzył Wyższą Szkołę Handlową (Scuola Superiore di Commercio). Po I wojnie światowej, gdy Triest znalazł się w granicach Włoch, Szkoła Handlowa została przemianowana na Instytut, a w 1924 roku uzyskała status Uniwersytetu Ekonomicznego. W 1938 roku uruchomiono Wydział Prawa i Nauk Społecznych, a uczelnia została przemianowana na Królewski Uniwersytet (Regia Università degli Studi).  

## Struktura organizacyjna
W skład uczelni wchodzą następujące jednostki organizacyjne:
- Wydział Architektury
- Wydział Ekonomii
- Wydział Edukacji
- Wydział Inżynierii
- Wydział Nauk Humanistycznych i Filozofii
- Wydział Prawa
- Wydział Matematyki, Fizyki i Nauk Przyrodniczych
- Wydział Medycyny i Chirurgii
- Wydział Farmacji
- Wydział Nauk Politycznych
- Wydział Psychologii
- Szkoła Języków Współczesnych i Tłumaczeń

## Współpraca z polskimi uczelniami
Uniwersytet współpracował z Uniwersytetem Warmińsko-Mazurskim w Olsztynie .